# Aviva Stadium
L'Aviva Stadium (Staid Aviva en irlandais) est un stade situé à Dublin en Irlande. Inauguré le 15 mai 2010, il est le domicile des équipes d'Irlande de football et de rugby à XV.

## Histoire

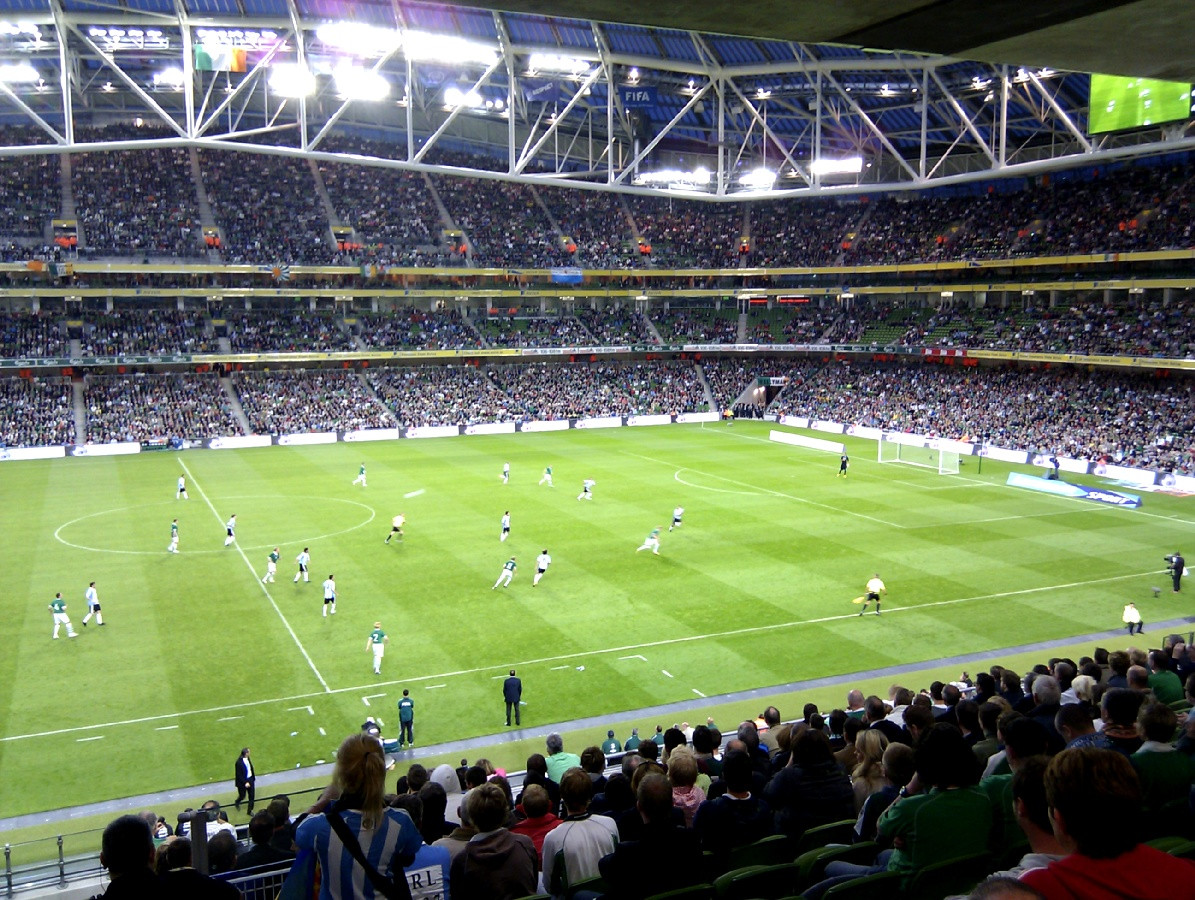
Vue du stade lors du match de football entre les équipes d'Irlande et d'Argentine le 11 août 2010.

L'Aviva Stadium remplace le vétuste Lansdowne Road qui était situé sur le même emplacement, dont la démolition a commencé en mai 2007. La rénovation du stade a pour but la création de 50 000 places assises. La rénovation consiste en la construction d'un stade entièrement nouveau sur le site même de l'ancien, au cœur d'un quartier résidentiel. La voie de chemin de fer qui rejoignait la gare de Lansdowne Road et qui circulait sous la tribune ouest de l'ancien stade, passe désormais au pied de la nouvelle infrastructure. La reconstruction a été annoncée en janvier 2004 et devait coûter environ 365 millions d'euros dont 191 d'aides de l'État ; le reste est payé par les fédérations irlandaises de football et de rugby à XV. Le nouveau stade a été dessiné par les cabinets d'architecte Scott Tallon Walker et HOK Sport Venue Event (HOK SVN), ainsi que par la société d'ingénierie Buro Happold. La rénovation devait débuter en janvier 2007 mais est reportée pour ne commencer que le 17 mai 2007.
Le stade porte le nom d'Aviva Stadium à la suite de l'accord de sponsoring signé en janvier 2009 pour une somme de 44 millions d'euros sur 10 ans. Il est inauguré par le taoiseach le 15 mai 2010.
En septembre 2006, l'UEFA décide de confier l'organisation de la finale de la Ligue Europa 2010 au futur stade de Lansdowne Road mais en janvier 2009 la décision est annulée et le match confié à Hambourg. En compensation, l'UEFA confie l'organisation de la finale de la Ligue Europa 2011 à Dublin et à l'Aviva Stadium.

## Événements sportifs

### Événements annuels
- Tournoi des Six Nations, à partir de 2011
- Finale de la Coupe d'Irlande de football à partir de 2010

### Événements exceptionnels
Football
- Finale de la Ligue Europa 2011, le 18 mai : FC Porto - Sporting Braga
- Finale de la Ligue Europa 2024, le 22 mai : Atalanta Bergame - Bayer Leverkusen

Rugby
- Finale de la Coupe d'Europe de rugby 2013, le 18 mai : ASM Clermont - RC Toulon
- Finale du Pro12 2017, le 27 mai : Scarlets - Munster
- Finale du Pro14 2018, le 26 mai : Leinster - Scarlets
- Finale du Pro14 2020, le 12 septembre : Leinster - Ulster
- Finale de la Challenge Cup 2023, le 19 mai : Glasgow Warriors - RC Toulon
- Finale de la Champions Cup 2023, le 20 mai : Leinster - Stade rochelais

Football américain
- Emerald Isle Classic, le 1er septembre 2012 : Notre Dame - Navy
- Aer Lingus College Football Classic, le 3 septembre 2016 : Georgia Tech - Boston College
- Aer Lingus College Football Classic, le 27 août 2022 : Northwestern - Nebraska
- Aer Lingus College Football Classic, le 26 août 2023 : Notre Dame - Navy
- Aer Lingus College Football Classic, le 24 août 2024 : Georgia Tech - Florida State
- Aer Lingus College Football Classic, le 23 août 2025 : Iowa State - Kansas State

## Concerts
- Concert de Michael Bublé, les 24 et 25 septembre 2010
- Concert de Robbie Williams, le 14 juin 2013
- Concert de Madonna dans le cadre de sa tournée The MDNA Tour, le 24 juillet 2012
- Concert de Roger Waters, le 18 septembre 2013
- Concert de Rihanna dans le cadre de sa tournée Anti World Tour, le 21 juin 2016
- Concert de Phil Collins, le 25 juin 2017
- Concerts de Taylor Swift, les 28, 29 et 30 juin 2024 dans le cadre de sa tournée The Eras Tour

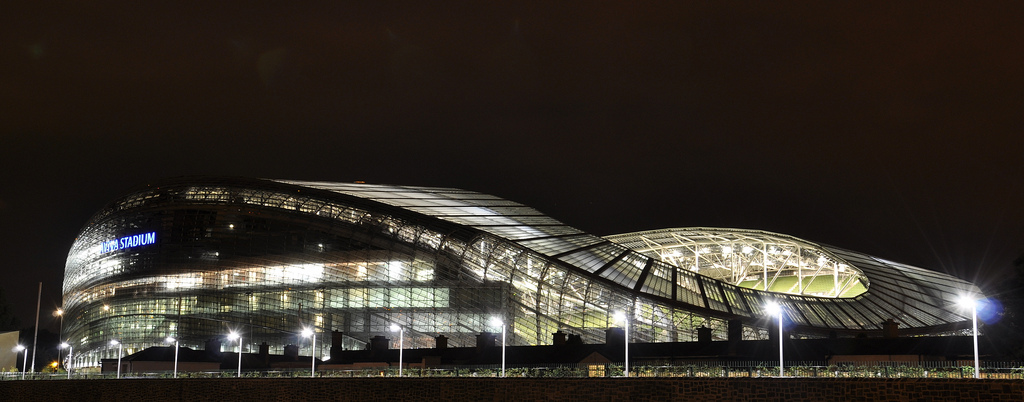
Aviva Stadium de nuit
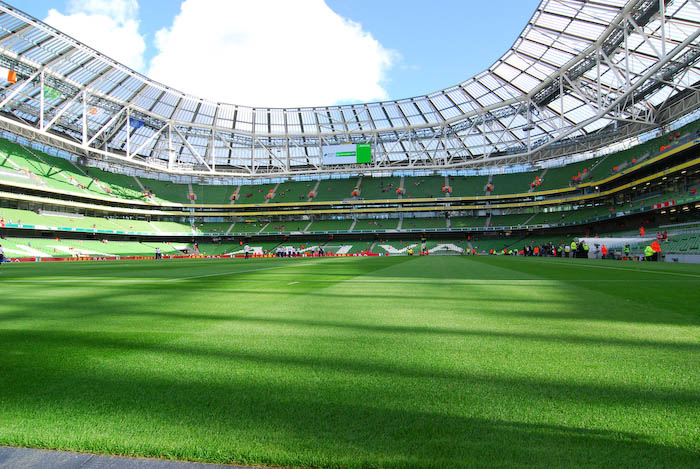
À l'intérieur du stade